# Viva FM
Viva FM es una radio por internet peruana de música juvenil en inglés y español. Fue lanzada al aire en 2004 originalmente en la frecuencia 104.7 de la banda FM de Lima. Es administrada por RadioCorp.
Desde 2016, emite exclusivamente por internet. La emisora intentó volver a emitir por FM sin éxito.

## Historia
Viva FM comenzó sus emisiones el 3 de mayo de 2004 como una emisora de música juvenil en los 104.7 MHz FM en Lima.
El 17 de septiembre de 2015, se trasladó a la frecuencia 91.9 MHz tras el retorno de RBC Radio en los 104.7. Sin embargo, salió del aire unos meses después, el 5 de enero de 2016, y su frecuencia pasó a ser ocupada por Más FM del Grupo Panamericana de Radios. El 3 de mayo, cuatro meses después de su cierre, comenzó a emitir por internet y lanzó una nueva aplicación celular.
El 12 de octubre de 2018, la estación inició sus emisiones por la TDT de Lima en el subcanal virtual 11.3, en el múltiplex de RBC Televisión. Sin embargo, cuando este canal cambia de nombre a Viva TV, la radio es eliminada del múltiplex.
Cuatro años después, la estación retornó a la FM el 1 de abril de 2020 en los 91.9 MHz FM,  en pleno día #17 de la cuarentena por el COVID-19. Seis meses después, volvió a salir del aire el 12 de octubre y en su frecuencia pasó a transmitir PBO Radio, administrada por Phillip Butters. El espacio se mantuvo emitiéndose en línea bajo el género latin pop y pop.

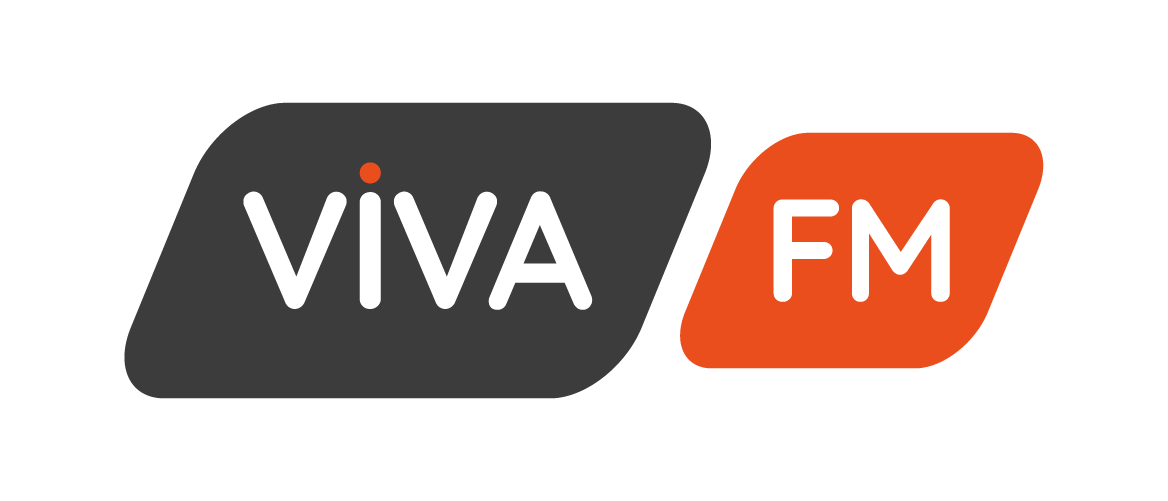
Anterior logo de Viva FM (2020-2023)

## Frecuencias
- (2004-2015) 104.7 MHz FM
- (2015-2016; 2020) 91.9 MHz FM

## Eslóganes
- (2004-2013): ¡Vive tu música!
- (2013-presente): ¡Oe, pon Viva!
- (2020-presente): La primera radio smart del Perú